# Heede (Holstein)
Heede (niederdeutsch: Heed) ist eine Gemeinde im Kreis Pinneberg in Schleswig-Holstein. Zur Gemeinde gehören die Ortsteile Grasenmoor, Rieloh, Schöttelhörn und Ziegeleiweg.

## Geografie und Verkehr
Heede liegt etwa zehn Kilometer östlich von Elmshorn, drei Kilometer östlich von Barmstedt und neun Kilometer nordwestlich von Quickborn. Die Gemeinde ist landwirtschaftlich geprägt und hat ein großes Gewerbegebiet, das sich noch im Aufbau befindet. 
Das Gemeindegebiet ist durch Binnendünen und Heidegebiete geprägt, von denen sich vermutlich auch der Ortsname ableitet. In der Nähe des Ortskern liegt das Naherholungsgebiet „Heeder Tannen“ mit einem großen Waldanteil. Die Krückau fließt durch die Gemeinde.
Zwischen Heede und Elmshorn verläuft die Bundesautobahn 23, wenige Kilometer westlich von Heede die Bundesstraße 4 von Quickborn nach Bad Bramstedt.

## Politik

### Gemeindevertretung
Bei der Kommunalwahl am 14. Mai 2023 wurden insgesamt elf Sitze vergeben. Von diesen erhielt die Freie Wählergemeinschaft Heede sechs Sitze und die Gemeinschaft Heeder Wähler erhielt fünf Sitze.

### Wappen
Blasonierung: „In Gold ein gesenkter blauer Wellenbalken, darüber ein bewurzeltes, verzweigtes grünes Heidekraut mit roten Blüten, darunter zwei auswärts geneigte grüne Eichenblätter.“